# Rừng nước Puppling
Khu vực độc lập Pupplinger Au là một khu rừng nước nằm phía Bắc Wolfratshausen, (Oberbayern) nơi sông Loisach nhập vào sông Isar. Tên của rừng nước lấy từ tên của làng Puppling thuộc xã Egling. Khu vực rừng nước Puppling thuộc khu vực bảo tồn thiên nhiên Rừng nước Isar giữa Schäftlarn và Bad Tölz. Những cây cối trong rừng nước đa số là thông, Tống quán sủ, Vân sam và Liễu, tổng cộng có diện tích là 55 ha.

## Khu vực tiêu khiển
Rừng nước Puppling không chỉ là nơi tiêu kiển cho người dân tại Wolfratshausen và những làng chung quanh, mà cả dân chúng tại thành phố München. Những người đi xe đạp hay đi trượt pa tanh (roller skating) có thể dùng một đường tráng nhựa dài 7 km chạy ngang rừng. Ở cuối đầu phía Bắc và pía Nam của rừng nước có 2 quán ăn với vườn bia. Những chỗ tắm tại sông Isar, mặc dầu không được chính thức cho phép, nhưng hay được dùng làm bãi tắm tiên.

Tuy nhiên có những người trông coi để bảo đảm cho sự quân bình giữa nơi tiêu khiển và khu bảo tồn thiên nhiên. Chẳng hạn như không cho phép đốt lửa và hút thuốc vào những tháng mùa hè. Những đảo sỏi được đánh dấu là khu bảo vệ chim chóc thường được các loài chim hiếm như nhàn dùng làm chỗ sinh sản.

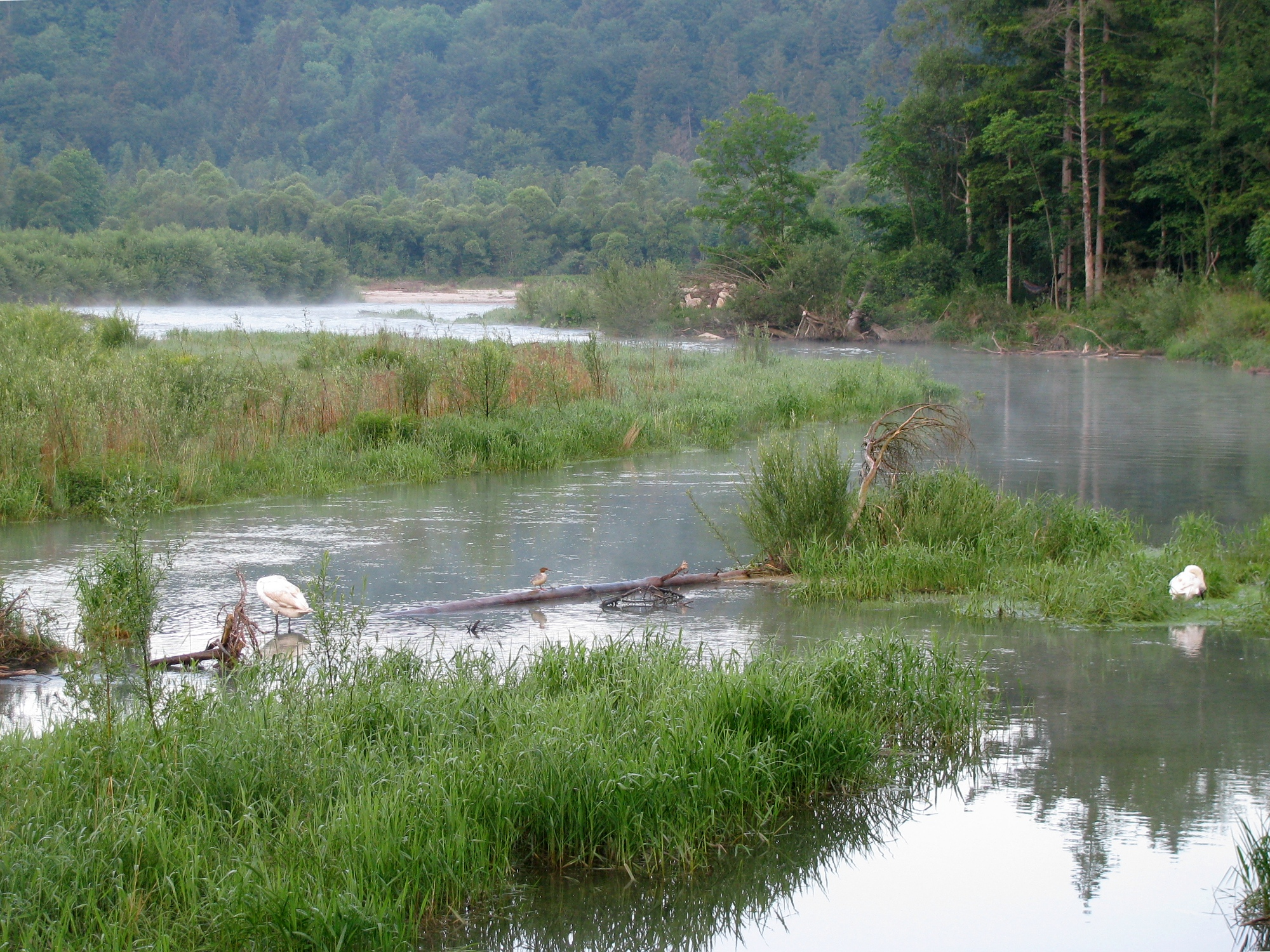
Sông Isar trong phạm vi rừng nước Puppling